# 무스타파 마드 불리
무스타파 마드 불리(1966년 4월 28일 ~ , 아랍어: مصطفى كمال مدبولي)는 이집트의 정치인이다. 현재 총리로 재직하고 있다. 그는 압둘팟타흐 시시 대통령에 의해 임명되었다. 시시 대통령의 재선에 따른 사임한 샤리프 이스마일 총리의 후임으로 계승하였다. 그는 또한 이집트 정부에서 주택 및 도시 유틸리티 장관으로 재직하였고 임시 총리로도 역임하였다.

## 생애

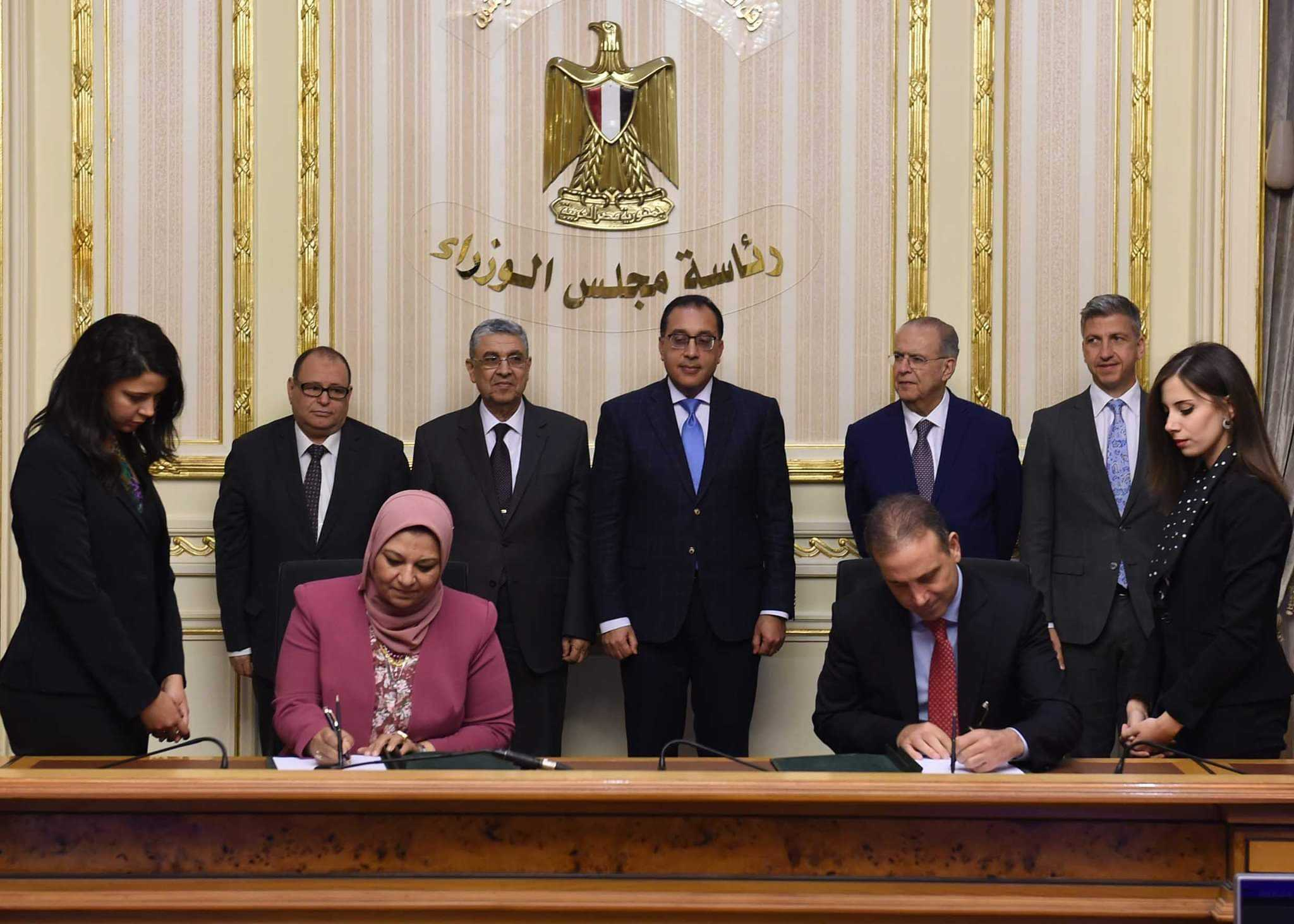
유로 아프리카 인터 커넥터 CEO 나 소스 크리 데스는 이집트 총리 무스타파 마드 불리, 전기 부 장관, 유로 아프리카 전략 협의회 회장 요 아니스 카술 로이드가 있을 때 이집트와 키프로스 간의 역사적인 인터 커넥터 계약을 체결했다.

마드 불리는 카이로 대학교를 졸업했다. 1988년과 1997년 공학부에서 석사 학위와 박사 학위를 받았으며, 각기. 2009년 9월부터 2011년 11월까지 마드 불리는 주택 부 도시 계획 총 관리 국장, 유틸리티 및 도시 개발했고 그는 또한 주택 부 주택 건설 연구 센터의 훈련 및 도시 연구 기관의 전무 이사였다. 2012년 11 월부터 2014년 2월까지는 유엔 인간 정착 프로그램에서 아랍 국가의 지역 이사를 맡았다. 2014년 3월 그는 이브라힘 마흘랍의 하원으로 임명되었다. 그는 2015년 9월 셰리프 이스마일 총리로 임명 된 이후에도 계속 유지했다. 주택 부 장관으로 재직하는 동안, “백만 주택 단위”프로젝트는 결실을 맺었으며 시시 대통령이 취임 한 이후 시행된 주요 국가 프로젝트 중 하나였지만, 이 프로젝트는 전 모하메드 파티 알-바라 데이 하원의 아이디어였다. 정치적, 사회적 이유로 2011년 Baradie가 제안한이 프로젝트는 무슬림 형제 시대에 중단되었고 마드 불리 가 취임했을 때 다시 발효되었다. 2017년 11월, 마드 불리는 샤리프 이스마일이 독일로 떠나 치료를 위해 임시 총리로 임명되었다.

## 이집트 총리
2018년 6월 7일, 시시 대통령은 마드 불리를 총리로 임명했다. 6월 9일, 마드 불리 총리는 이집트의 내각을 개편했으며 이집트의 내각을 개편했다. 고대 부처 칼리드 알아 나니, 인력 부 장관 모하메드 사판, 관개 부 장관 모하메드 압델 에티, 보건부 장관 아메드 에마 딘, 농업부 장관 압델 모니 엠 알 반나, 고등부 장관 칼리드 압델 가파르를 포함한 8명의 장관 교체했다. 같은 날 이집트 의회가 그의 새 내각 장관 목록에 동의 한 것으로 알려졌다. 6월 10일, 8명의 여성이 그의 내각에서 복무하여 이전 행정부의 기록적인 6명을 깰 것으로 밝혀졌다. 목회자 후보의 최종 후보자 목록에는 주택 장관으로서의 아셈 엘가 자르; 건강 부 장관 인 할라 자예드; 환경 장관으로 야스민 푸 아드; 인력 부 장관 인 모하메드 아 이사; 무역 및 산업 장관으로서 아 므르 사르; 정의의 장관으로서의 매디 아보 엘 엘라, 젊음과 스포츠의 장관으로서의 할라 엘-카 티브 또는 아쉬 라프 소비; 지역 개발을 위한 국가 장관으로서 마흐무드 샤라 위; 새로운 재무 장관 인 모하메드 모이 에트 여덟 명의 여성은 투자, 기획, 건강, 환경, 사회 연대, 이민, 관광 및 문화의 장관으로 봉사 할 것이며, 이스마일 의 내각 장관은 석유, 교통, 교육, 고등 교육부, 외교, 내륙, 국방, 군사 생산, 관광 및 국회 6월 13일, 마드 불리는 13-16 명의 차장을 선출했으며 마드 불리 와 그의 정부는 6월 14일 시시에 의해 맹세 될 것이라고 보고되었다. 마드 불리와 그의 내각은 6월 14일 시시에 의해 맹세되었다. 그는 또한 주택부 장관직을 유지할 것이다. 정부는 6월 23일에 정책 선언을 발표 할 것으로 보고되었다. 그러나 살라 하사 발라 의회 대변인은 이 보고서가 틀렸다는 것을 확인했다. 6월 23일, 하사 발라는 의회에 앞서 정책 발표를 발표 할 날짜는 아직 없지만 다음 주에 마드 불리 정부가이를 발표 할 것으로 예상하고 정부가 계획된 날짜에 제 시간에이를 준비 할 수 없었다고 밝혔다. 6월 30일에 마드 불리는 7월 3일에 내각 형성에 관한 헌법 20 일 마감일을 준수하기 위해 정책 선언을 발표 할 것이라고 발표했다.
2018년 7월 3일 마드 불리는 공식적으로 이집트 의회에 정책 선언을 발표했다. 성명서에서 그는 경제 개혁 프로그램의 85%가 달성되었다고 선언했다. 그 성명서는 하원 의원 의장이 의장으로 선출 된 의회위원회에 보내졌으며, 그 후에는 투표가 이어질 것이다. 헌법 제 146 조는 새로 임명 된 총리가 국회에 앞서 정책 발표를해야한다고 규정하고, 그 후 MP는 30 일 이내에 끝나는 과정에서 정책에 대해 투표해야 한다. 2018년 7월 11일, 마드 불리 의 정책 선언을 검토하는 국회위원회를 이끈 이집트 의회 알-세이드 알-셰리프 의 첫 번째 부의장은 그의위원회가 성명서 검토를 완료했으며 호의적 인 표결을 권고했다고 발표했다. 7월 15일 예정된 날짜로부터 10일 후인 2018년 7월 25일 이집트 의회는 마드 불리 의 내각과 그의 정책 진술을 모두 자신있게 투표했다.